# Hylophilus thoracicus
Vite-vite-de-peito-amarelo ou vite-vite-de-peito-limão (Hylophilus thoracicus) é uma espécie de ave da família Vireonidae.
Pode ser encontrada nos seguintes países: Bolívia, Brasil, Colômbia, Equador, Guiana Francesa, Guiana, Peru, Suriname e Venezuela.
Os seus habitats naturais são: florestas subtropicais ou tropicais húmidas de baixa altitude, pântanos subtropicais ou tropicais e florestas secundárias altamente degradadas.